# Виденманн, Роберт Август Герман
Роберт Август Герман Виденманн, англ. Robert August Herman Widenmann (24 января 1852, Анн-Арбор, Мичиган, США — 13 апреля 1930, Хаверстро, Нью-Йорк, США) — американский правоохранитель и политик немецкого происхождения. Был одним из бойцов окружного отряда «Регуляторов» и одной из ключевых фигур Войны в округе Линкольн.
В сохранившихся документах того времени его среднее имя никогда не упоминалось, а лишь обозначалось литерой «А», поэтому в литературе его иногда называют Роберт Адольф Виденманн, однако, согласно недавно обнаруженному свидетельству о крещении, его имя было Роберт Август Герман. Фамилия Виденманн также писалась во многих вариациях (в частности, надпись на его могильной плите содержит орфографическую ошибку).

## Ранние годы
Старший сын Карла Августа (1826-1884) и Полины Виденманн (1829-1915, в девичестве Герттнер, нем. Gärttner). Родился 24 января 1852 года в Анн-Арборе, штат Мичиган, в семье выходцев из Германии; его отец был баварским консулом. Крещён пастором Фридрихом Шмидом 14 марта 1852 года со своей тетей Марией Герттнер в качестве свидетеля.
Получил начальное образование в приходской школе при Вифлеемской лютеранской церкви в Анн-Арборе. Дальнейшее образование он получил в Германии, куда, вероятно, прибыл в 1868 году и оставался по крайней мере до февраля 1870 года. В Германии первоначально он жил в Биберахе с Адольфом и Миной Виденманн (с дедушкой и бабушкой), потом переехал в Штутгарт, где прошёл обучение в фармацевтической компании «Шмидт и Дильманн», принадлежавшей его дяде Карлу Генриху. В Штутгарте из-за своего «американского нрава» Виденманн несколько раз оказывался в центре скандала: однажды он выиграл пари, что сможет заговорить с королем Вюртемберга, подойдя к нему на улице с просьбой зажечь ему сигару; в другой раз Виденманн и двое его американских друзей разрисовали Колонну Победы в Штутгарте в цвета американского флага.
Вернувшись в Америку приблизительно в 1871 году, Роб Виденманн в течение двух лет жил в Нью-Йорке, работая в Бременской пароходной компании. В 1873 году он потерял работу из-за паники на бирже и вернулся в Анн-Арбор, но в следующем году уехал в Атланту, штат Джорджия, ища счастья на юге США. Некоторое время он трудился на фабрике в Атланте, но потом вновь потерял работу. После длительного периода безработицы Виденманн нанялся к Ричарду Питерсу, богатому владельцу плантации и заводчику овец и коз, который внёс большой вклад в восстановление Атланты после Гражданской войны. Для Питерса Роб в первую очередь занимался поиском подходящих мест по расширению скотоводческого хозяйства в Колорадо и в Нью-Мексико. Также известно, что в период работы на Питерса Виденманн некоторое время проживал в Кантоне, штат Миссисипи.
По состоянию на 1 января 1876 года почтовый адрес Роба был обозначен в Санта-Фе, Нью-Мексико. 6 августа 1876 года в отеле Herlows в Санта-Фе Роб Виденманн познакомился с английским предпринимателем Джоном Генри Танстеллом. Они быстро сдружились, и вскоре Роб, по приглашению Танстелла, стал работать ковбоем на его скотоводческом ранчо и клерком в универсальном магазине в округе Линкольн, Нью-Мексико. Кроме того, Джон Танстелл в письме к отцу от 11 апреля 1877 года назначил Роба и адвоката Александра Максуина доверенными лицами на случай своей смерти, а затем в письме от 27 мая 1877 года выдал Робу единоличную доверенность.
В середине февраля 1877 года, проживая в Линкольне, Роб Виденманн получил назначение на должность заместителя маршала США на Территории Нью-Мексико (был назначен Джоном Шерманом-младшим).
Из сохранившихся описаний известно, что Роберт Виденманн носил типичные для своего времени густые усы, был высоким и долговязым, ростом около шести футов (более 180 см) и курил сигары. Он свободно говорил по-английски, по-немецки и по-французски, хотя точный уровень его образования неизвестен. Двое из его детей утверждали, что он преуспел в верховой езде и отлично стрелял как из винтовки, так и из пистолета.

## Война в округе Линкольн
Война в округе Линкольн стала следствием соперничества между компанией «Мёрфи и Долан» и Джоном Генри Танстеллом за экономическое влияние на Территории Нью-Мексико. Фактически округ контролировался ирландскими бизнесменами Лоренсом Мёрфи и Джеймсом Доланом, владевшими там единственным на тот момент магазином. Их фирма имела сильных покровителей в лице губернатора и генерального прокурора Территории Нью-Мексико, которые являлись частью клики коррумпированных чиновников, известной как Кольцо Санта-Фе. К тому же, охотно скупая краденый скот (что позволяло им перепродавать его по сильно заниженным  ценам), Мёрфи и Долан заполучили контракт на поставки мяса с правительством США. Танстелл и его адвокат Александр Максуин были противниками их альянса. Джон Танстелл, опасаясь нападения конкурентов, нанял для охраны своего скота людей, в число которых, помимо прочих, входил и Билли Кид. На стороне компании «Мёрфи и Долан» были банда Джесси Эванса и отряд ранчеров, известный как «Воины семи рек». Кроме того, Джеймс Долан подкупил представителей закона, в частности, шерифа Уильяма Брейди. Фракции были разделены по этническому и религиозному признаку: люди Мёрфи были в основном католиками-ирландцами, а Танстелл и его союзники — английскими протестантами.
Первоначально враждебные действия Мёрфи и Долана против Танстелла заключались в краже его лошадей с помощью наёмных бандитов. Большую часть скота удавалось отбить, но в конце октября 1877 года банда Джона Кинни угнала с ранчо Танстелла большое количество лошадей и мулов. Роб и два мексиканца, получавших жалованье у Танстелла, отправились в погоню, но в столкновении с угонщиками 2 ноября оба мексиканца были застрелены. Роль Роба в этой стычке осталась довольно неясной.
Убийство Танстелла бандой Эванса, подосланной шерифом Брейди, произошедшее 18 февраля 1878 года, развязало вооружённый конфликт между двумя фракциями, который вошёл в историю, как Война в округе Линкольн, и стал самым кровавым гражданским конфликтом на Диком Западе. Многие жители округа были вовлечены в войну, поддерживая ту или иную из враждующих сторон, и история соперничества между Танстеллом и компанией «Мёрфи и Долан» была лишь её частью. Отдельные стычки, связанные с этим конфликтом, происходили в округе до 1881 года.
Виденманн был одним из свидетелей убийства Джона Танстелла. Утром 18 февраля Танстелл в сопровождении Виденманна, Билли Кида и основных своих ковбоев попытался перегнать лошадей с ранчо, находившегося на Рио-Феликс, в Линкольн (около 50 миль до точки назначения). По пути в силу дорожных обстоятельств группа разделилась, и в качестве охраны с Танстеллом остались лишь Роб Виденманн, Билли Кид и ещё два человека. В то же время большой отряд, сформированный шерифом Брейди и состоявший в основном из людей Джесси Эванса, вторгся на территорию Танстелла для того, чтобы арестовать его активы на основании ордера суда, выдачи которого (незаконно и якобы по ошибке) добились Мёрфи и Долан. Однако, не найдя Танстелла на ранчо, люди Эванса, проигнорировав скот, бросились в погоню и настигли погонщиков около 17:30. Виденманн утверждал, что к тому моменту он и другие охранники находились в сильном отдалении от Танстелла, и были обстреляны людьми Эванса, которые после этого хладнокровно застрелили их нанимателя.
После убийства Танстелла Билли Кид и Дик Брюэр дали показания под присягой перед мировым судьей Джоном Уилсоном, назвав Джеймса Долана, Джесси Эванса и ещё 16 человек ответственными за это преступление. Уилсон выписал ордера на арест виновных. 20 февраля констебль Мартинес вместе с Билли Кидом и Фредом Уэйтом отправились к Долану, но находившийся там шериф Брейди отказался выдать убийц, более того, он арестовал Мартинеса, Кида и Уэйта. Мартинеса он отпустил через пару часов. Уэйт и Кид были освобождены спустя двое суток (один источник сообщает, что их освобождение произошло благодаря вмешательству Виденманна). После этого ковбои Танстелла, уже не надеясь на помощь шерифа, объединились в окружной отряд «Регуляторы» (англ. Regulators), для того чтобы отомстить убийцам. Основными бойцами отряда были Дик Брюэр, Билли Кид, Док Скарлок, Чарли Боудри, Хосе Чавес-и-Чавес, «Грязный Стив» Стивенс, Джон Миддлтон, Фрэнк Макнаб, Генри Ньютон Браун, Том О’Фолльярд и двоюродные братья Джордж и Фрэнк Коу. Роб Виденманн также вошёл в первоначальный состав «Регуляторов». Юридически группа была создана как помощники мирового судьи Уилсона. Отряд, на правах самого опытного, возглавил Дик Брюэр (на тот момент он занимал должность городского констебля Линкольна).
8 или 9 марта 1878 года «Регуляторы» убили Билла Мортона и Фрэнка Бейкера, двух членов банды Эванса, не намереваясь их арестовывать и предавать суду. 9 марта 1878 года у Блэкуотер-Крик был убит один из «Регуляторов» — Уильям Макклоски. Его убийство также приписали «Регуляторам»; основанием послужило возможное предательство, совершённое Макклоски. Шериф Брейди обратился за помощью к генеральному прокурору Территории Нью-Мексико Томасу Бентону Катрону с просьбой «положить конец этой анархии». Катрон передал запрос губернатору Сэмюэлю Б. Акстеллу. Губернатор издал указ, датируемый 9 марта 1878 года, о том, что Джон Уилсон, мировой судья, был незаконно назначен уполномоченными округа Линкольн, и, таким образом, действия «Регуляторов», ранее считавшиеся законными, теперь таковыми не считаются. Фактически постановление означало, что «Регуляторы» теряют статус окружного отряда и право носить значки правоохранителей, а шериф Брейди и его люди отныне признаются единственными сотрудниками правоохранительных органов округа Линкольн. Также в указе говорилось об отмене назначения Роба Виденманна заместителем маршала США.
12 марта 1878 года Роб, официально уже не являясь сотрудником правоохранительных органов, на основании старого федерального ордера, выданного за кражу правительственных мулов из индейской резервации, арестовал Джесси Эванса, находившегося на лечении в форте Стэнтон после неудачной попытки ограбления.
30 марта 1878 года газета The Santa Fe New Mexican объявила, что маршал США Джон Э. Шерман-младший повторно назначил Виденманна на должность своего заместителя.
1 апреля 1878 года «Регуляторы» Джим Френч, Фрэнк Макнаб, Джон Миддлтон, Фред Уэйт, Генри Ньютон Браун и Билли Кид (и, возможно, Хосе Чавес-и-Чавес) устроили засаду на шерифа Брейди и четырех его заместителей на главной улице Линкольна. Нападение было совершено из-за забора магазина Танстелла. Брейди был убит на месте, получив около дюжины огнестрельных ранений, заместитель шерифа Джордж У. Хиндман — смертельно ранен. Помимо этого, был ранен случайной пулей судья Уилсон, мирно работавший возле своего дома. Роб Виденманн находился в момент нападения на территории магазина Танстелла, но так и не было установлено, участвовал ли он в самой перестрелке: позднее он утверждал, что когда началась стрельба, он кормил собаку Танстелла.
В тот же день департамент шерифа округа Линкольн выдвинул обвинения против Виденманна в причастности к гибели Уильяма Брейди и Джорджа Хиндмана, после чего Роб и ещё три «Регулятора» (очевидно, непричастные к нападению) сдались армии Соединённых Штатов в форте Стэнтон. 4 апреля 1878 года подполковник Нейтан Дадли принял на себя командование фортом и немедленно освободил Роба и трёх других подозреваемых из-под стражи ввиду отсутствия улик против них, но через несколько часов Дадли получил ордера на Роба и еще семерых «Регуляторов», после чего Виденманн был повторно арестован. 18 апреля на прошедшем в Линкольне судебном разбирательстве в убийстве Брейди были обвинены Генри Ньютон Браун, Джон Миддлтон и Билли Кид; Фред Уэйт был обвинён в убийстве Хиндмана; обвинения против остальных были сняты. Виденманн был вновь освобождён из-под стражи и приступил к исполнению служебных обязанностей.
2 мая 1878 года Роб Виденманн, Александр Максуин и еще семь человек были заключены в тюрьму Линкольна, на этот раз шерифом Джоном Коуплендом по приказу подполковника Дадли, но через два дня все они были освобождены за отсутствием улик. За эти два дня в Линкольне и его окрестностях произошло несколько стычек между сторонниками Танстелла и Долана, некоторые из которых закончились смертями, поэтому Коупленд предпочёл пока не провоцировать возможные конфликты. К тому же Коупленд фактически являлся ставленником Максуина и, хотя формально придерживался буквы закона, на деле, очевидно, симпатизировал «Регуляторам».
6 июня 1878 года Роб (среди прочих) предоставил судье Фрэнку Уорнеру Энджелу, присланному федеральным правительством расследовать обстоятельства смерти Танстелла, подробные показания, в которых изложил события, приведшие к убийству Танстелла, и обстоятельства, связанные с ним. Также предполагается, что автором показаний, которые в тот же день дал Энджелу Билли Кид, является Виденманн (за подписью Кида).
12 июня 1878 года Роб покинул Линкольн, отправившись под охраной военных в Ла-Месиллу, Территория Нью-Мексико, чтобы дать показания в суде против Джесси Эванса (судебный процесс состоялся лишь 2 июля). Назад в Линкольн Виденманн так и не вернулся (таким образом, он отсутствовал в городе во время Пятидневной битвы).
В конце сентября или в первой неделе октября 1878 года Виденманн, опасаясь за свою жизнь, бежал с Территории Нью-Мексико, первоначально направившись на Восток США, а после покинул страну, сев на корабль, плывущий в Лондон.

## Дальнейшая судьба

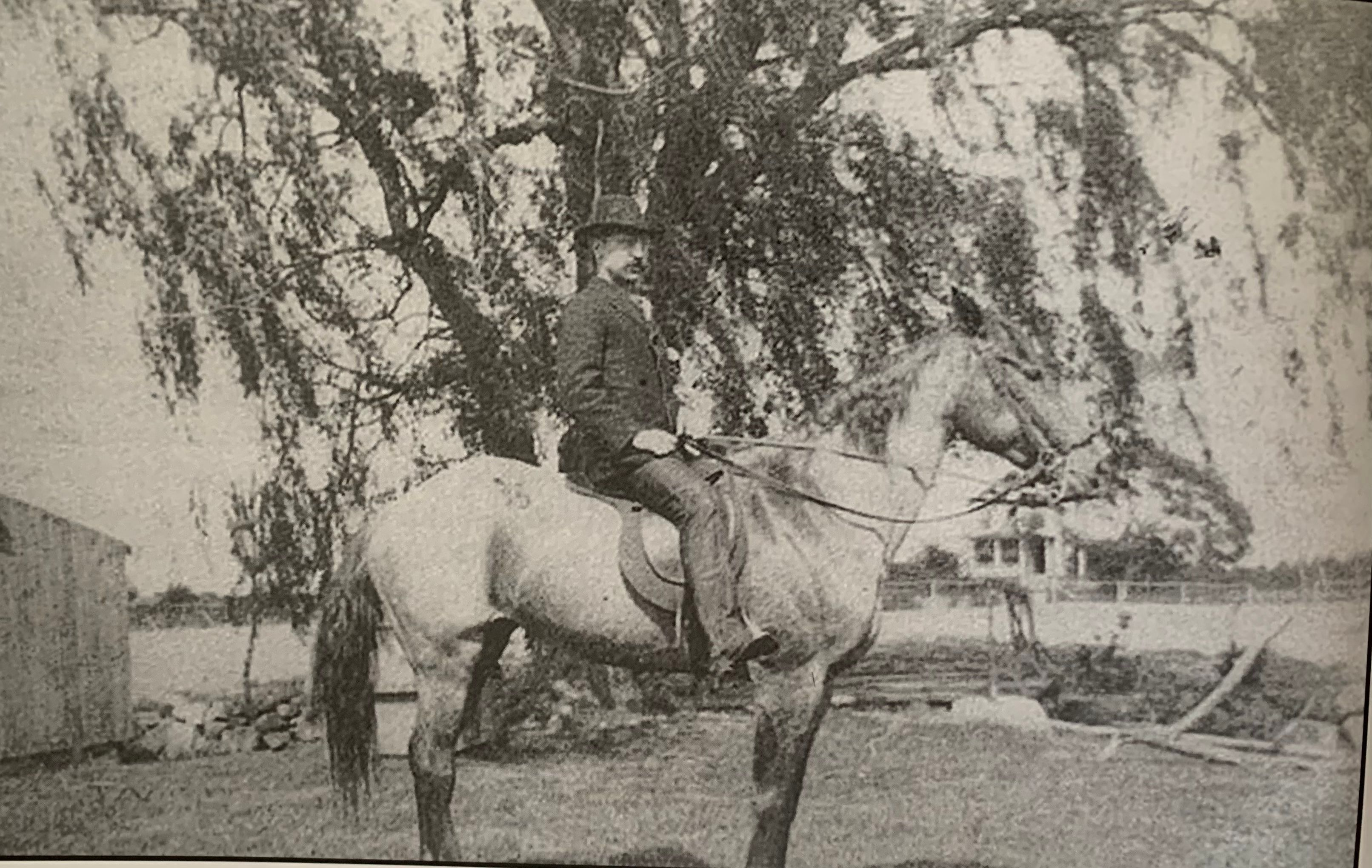
Роб Виденманн в 1906 году в Стоуни-Пойнт, штат Нью-Йорк

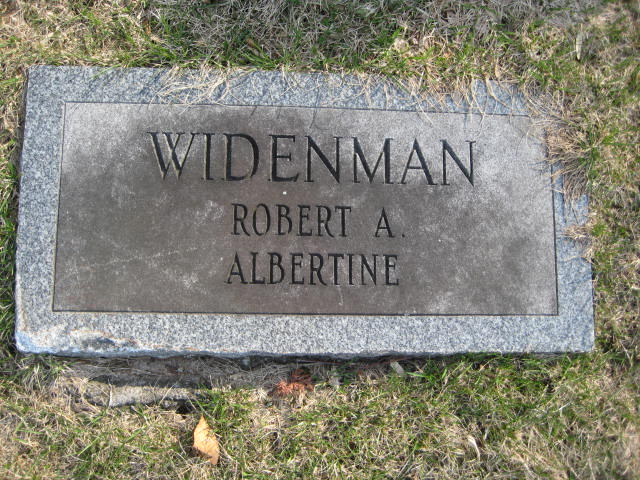
Надгробие Роберта и Альбертины Виденманн. Написание фамилии содержит орфографическую ошибку (правильно: Widenmann)

Он прибыл в Лондон в январе 1879 года и оставался там до июня того же года. Известно, что, находясь в Великобритании, Роберт Виденманн навестил семью Джона Генри Танстелла.
28 июня 1879 года Виденманн вернулся в США, где жил сначала в Нью-Йорке, а позже в округе Рокленд, штат Нью-Йорк. 23 ноября 1881 году в Бруклине, штат Нью-Йорк, Роб женился на Альбертине (Тине) Зайлер-Лемке, близкой подруге своей сестры Марии (нем. Albertine (Tina) Seiler-Lemcke, родилась в Нью-Йорке 14 июня 1853 года, умерла от пневмонии в Стоуни-Пойнт, штат Нью-Йорк, 4 февраля 1905 года). В браке родились четверо детей. Одна из их дочерей умерла от скарлатины в детском возрасте.
Работал продавцом в компаниях по продаже кофе и чая, экспорту виски в Германию, продаже сельскохозяйственных машин и оборудования в Южную Бразилию, производству фортепиано. В октябре 1894 года стал партнером в фирме Уильяма Стрича и Зейдлера (также производителей фортепиано).
25 января 1892 года был избран председателем съезда Демократической партии, состоявшегося в Нью-Сити. В 1896 году баллотировался в Палату представителей Конгресса США от национал-демократов 17-го округа Нью-Йорка. Позднее был избран мэром Хаверстро, небольшого городка в округе Рокленд (ныне часть Стоуни-Пойнт).
По воспоминаниям его дочери Элси, Роб Виденманн много лет жил в страхе за свою жизнь. Опасаясь мести за участие в Войне в округе Линкольн со стороны таких влиятельных политиков Нью-Мексико как, например, Стивен Б. Элкинс, он всё время держал при себе «Кольт» 45-го калибра, никогда не выходя без него на улицу.
Находясь в должности мэра, Роберт Виденманн умер в своём доме на Уиллоу-роуд, 42, в Хаверстро, штат Нью-Йорк, 13 апреля 1930 года в возрасте 78 лет. Был похоронен на кладбище Маунт-Рип в Хаверстро.